# Parteiengesetz (Deutschland)
Beim Parteiengesetz handelt es sich um ein deutsches Bundesgesetz, das die genauen Abläufe innerhalb einer politischen Partei in Deutschland regelt. Obwohl bereits seit dem Inkrafttreten des Grundgesetzes (GG) in Art. 21 Abs. 3 GG festgelegt war, dass nähere Bestimmungen durch Bundesgesetze geregelt werden, dauerte es, vor allem auf Grund der umstrittenen Parteienfinanzierung, bis zum 24. Juli 1967, bevor das erste Parteiengesetz beschlossen wurde (in der DDR wurde Anfang 1990 das Parteiengesetz (DDR) beschlossen).
Um als politische Partei im Sinne des Parteiengesetzes zu gelten, muss es sich bei der politischen Gruppierung laut § 2 Abs. 1 ParteiG um eine Vereinigung von Bürgern handeln, die dauernd oder für längere Zeit für den Bereich des Bundes oder eines Landes auf die politische Willensbildung Einfluss nehmen und an der Vertretung des Volkes im Deutschen Bundestag oder einem Landtag mitwirken wollen. Wählergemeinschaften, wie sie etwa bei Kommunalwahlen antreten, um in den jeweiligen Gemeinderat Einzug zu halten, sind also keine Parteien.
Der Ausdruck „Vereinigung von Bürgern“ bedeutet außerdem, dass die Gründung von Parteien vornehmlich Bürgern (also Deutschen im Sinne des Art. 116 Abs. 1 GG) zusteht. Politische Vereinigungen sind daher laut § 2 Abs. 3 ParteiG ausdrücklich keine Parteien, wenn ihre Mitglieder oder die Mitglieder ihres Vorstandes in der Mehrheit Ausländer sind.
Die grobe Struktur einer Partei wird in Art. 21 Abs. 1 Satz 3 GG geregelt. So muss eine Partei
- nach demokratischen Grundsätzen aufgebaut sein (siehe auch innerparteiliche Demokratie),
- ein Programm vorlegen,
- ein Statut (Satzung) niederlegen,
- Mitglieder haben.

Darüber hinaus darf sie sich nach Art. 21 Abs. 2 GG nicht zum Ziel setzen, die Demokratie zu zerstören, da sie ansonsten gegen die freiheitliche demokratische Grundordnung (Art. 20 Abs. 1 bis 3 GG) verstößt.
Das Parteiengesetz, vor allem die Bestimmungen zur Parteienfinanzierung, wurde nach Urteilen des Bundesverfassungsgerichts und nach mehreren Skandalen um Parteispenden mehrfach geändert. Nachdem bis dahin das StGB die wesentliche strafrechtliche Handhabe bei Verstößen gegen das Parteiengesetz war, entschloss sich der Gesetzgeber 2002 dazu, die absichtliche Herkunftsverschleierung oder unrichtige Angabe über die Einnahmen der Parteien auch unmittelbar in § 31d ParteiG unter Strafe zu stellen. Damit wurde das Parteiengesetz Teil des Nebenstrafrechts.
Mitte 2018 stimmte der Bundestag für eine Erhöhung der maximalen staatlichen Parteifinanzierung von 165 auf 190 Millionen Euro. 216 Abgeordnete von Grünen, Linkspartei und FDP beantragten eine abstrakte Normenkontrolle (2 BvF 2/18). Seit dem 12. Oktober 2021 verhandelte das Bundesverfassungsgericht darüber. Im Januar 2023 entschied es, dass die Anhebung verfassungswidrig ist.
Konkreter Streitpunkt ist die staatliche Teilfinanzierung von Parteien durch Steuergelder, was in §18 des Parteiengesetzes festgehalten ist. Die Parteien der sogenannten GroKo hatten ein Änderungsgesetz auf den Weg gebracht, welches hier eine Erhöhung für die Parteien vorsah.  Zum 9. November 2023 haben sich die im Bundestag vertretenen Parteien erneut mit dem Vorhaben befasst. Die Fraktionen haben mit Ausnahme der Linken und der AfD erneut einen Gesetzentwurf dazu auf den Weg gebracht mit dem die Parteienfinanzierung um 40 Millionen Euro rückwirkend für das Jahr 2018 erhöht werden soll. (Die Grenze zur Parteienfinanzierung soll von 141,9 Mio. auf 184,8 Mio. Euro angehoben werden.) Positiv sei hier anzumerken, dass mit der erneuten Änderung Parteitage und Aufstellungsversammlungen zukünftig auch rein online stattfinden dürfen. Angesichts gravierender Nachteile bei der Parteienfinanzierung für Kleinparteien stellt diese geplante Änderung eine Erleichterung dar.